# مومیایی (فیلم ۱۳۴۵)
مومیایی فیلمی به کارگردانی حمید مجتهدی و نویسندگی منوچهر مطیعی محصول سال ۱۳۴۵ است.

## بازیگران
- آذر حکمت شعار
- کامی کسروی
- رفیع حالتی
- اکبر خواجوی
- ازهدی
- علی آزاد
- داریوش اسدزاده
- منوچهر طوسی